# Brandon Barash
Brandon Joseph Barash (Saint Louis (Missouri), 4 oktober 1979) is een Amerikaans acteur.

## Biografie
Barash werd geboren in Saint Louis (Missouri) in een gezin van drie kinderen, en in zijn jeugd groeide Barash op in Missouri en Texas. Hij doorliep de high school aan de Memorial High School in Houston en haalde in 1998 zijn diploma. Hierna studeerde hij af met een bachelor of fine arts in acteren aan de University of Southern California in Los Angeles.
Barash begon in 2002 met acteren in de televisieserie Gilmore Girls, waarna hij nog meerdere rollen speelde in televisieseries en films. Hij is vooral bekend van zijn rol als Johnny Zacchara in de televisieserie General Hospital waar hij in 802 afleveringen speelde (2007-2016).
Barash is in 2013 getrouwd met actrice Kirsten Storms met wie hij een kind heeft.

## Filmografie

### Films
Uitgezonderd korte films.
- 2017 Cradle Swapping - als Ray
- 2015 The Unauthorized Melrose Place Story - als Thomas Calabro
- 2014 Guardian Angel - als Rudy
- 2007 Ten Inch Hero - als Stud
- 2006 Intellectual Property - als vriend van Jenny
- 2005 Crash Landing - als Roger

### Televisieseries
Uitgezonderd eenmalige gastrollen.
- 2019-2024 Days of our Lives - als Stefan O. DiMera - 457+ afl.
- 2019-2022 Good Trouble - als Nathan - 3 afl.
- 2014-2016 Major Crimes - als rechercheur Robby Oderno - 6 afl.
- 2007-2016 General Hospital - als Johnny Zacchara - 802 afl.
- 2005 24 - als Brandon - 2 afl.
- 2002-2004 Gilmore Girls - als Jamie - 3 afl.